# مارجوري ستونمان دوغلاس
مارجوري ستونمان دوغلاس (بالإنجليزية: Marjory Stoneman Douglas) (14 مايو 1998 7 أبريل 1890)
مارجوري ستونمان دوغلاس هي صحفية وكاتبه أمريكية كانت مناصرة للمرأة والبيئة وعرف ذلك من خلال دفاعها القوي ضد جهود ايفرجليدز لاستنزاف واستصلاح الأراضي لأغراض التنمية وانتقلت دوغلاس إلى ميامي كامرأة شابة للعمل لصحيفة ميامي هيرالد، وأصبحت كاتبة مستقلة، وأنتجت أكثر من مائة قصة قصيرة نشرت في المجلات الشعبية. وكان أبرز اعمالها كتاب ايفرجليدز «نهر من العشب» عام 1947 الذي أعاد المفهوم الشعبي لنهر ايفرجليدز الرائع بدلا من كونه مستنقع لا قيمة له. وقد تم مقارنة تأثير كتابها بكتاب راشيل كارسون المؤثر «الربيع الصامت»(1962). وجعلت الكتب والقصص، ومهنة الصحافة لها تأثير في ميامي، والتي كانت تستخدم للدفاع عن قضاياها.
كانت دوغلاس امرأة شابة ولكنها كانت جريئة وعلى معرفة بالعديد من القضايا السياسية التي شملت منح المرأة حق التصويت والحقوق المدنية. وكانت مدعوة إلى القيام بدور محوري في حماية ايفرجليدز عندما كانت في سن 79 عاما. وكانت في 29 سنة المتبقية من حياتها «المراسلة الدؤوبة والصليبية الشجاعة» للحفاظ على الطبيعية واستعادة طبيعة جنوب فلوريدا. وحصلت لجهودها الدؤوبة على العديد من الألقاب المختلفة «غراند سيدة ايفرجليدز» وأظهرت كذلك العدائية للمصالح الزراعية ورجال الأعمال الذين يبحثون عن الاستفادة من تطوير الأراضي في ولاية فلوريدا. وقدمت لها العديد من الجوائز بما في ذلك الوسام الرئاسي للحرية، وقد دخلت إلى العديد من قاعات الشهرة.
عاشت دوغلاس حتى سن 108، وعملت تقريبا حتى نهاية حياتها لاستعادة ايفرجليدز وعند وفاتها نشر نعيا في صحيفة الاندبندنت في لندن، «وكان هناك عدد قليل في تاريخ الحركة البيئية الأمريكية من الشخصيات البارزة غير مارجوري ستونمان دوغلاس».

## السيرة الذاتية

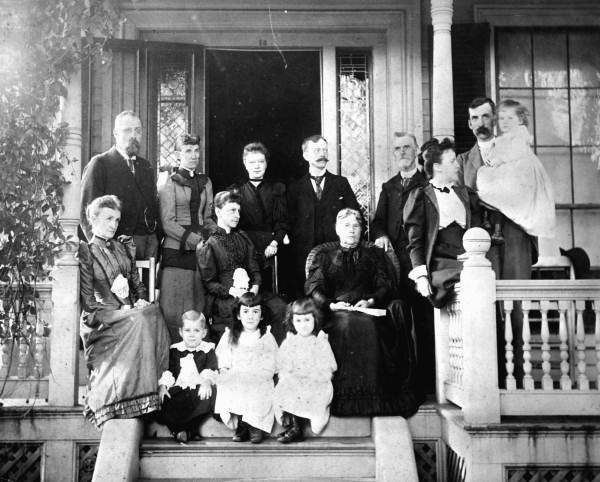
عائلة ستونمان وعائلة تريفثن العريقتان في عام 1893 ماجوري يحملها والدها في الجهة اليمنى

ولدت مارجوري ستونمان في 7 أبريل من عام 1890، في مدينة منيابولس بولاية مينيسوتا، وهي الابنة الوحيدة لفرانك براينت ستونمان وليليان عازف الكمان الموسيقية. وكانت احدا أقرب ذكرياتها عندما غنى والدها لها أغنية هياواثا، حيث أجهشت في البكاء عند سماع ان الشجرة اعطت حياتها من أجل توفير هياواثا الخشب لزورق. وكانت قارئة المبكرومحبه لها.وكان أول كتاب لها مغامرات أليس في بلاد العجائب، والتي كانت تحفظه جيدا في مرحلة البلوغ حتى «بعض شيطان بهيئة إنسان يجب أن يكون اقترض عليه ولم تأت مرة أخرى» وزارت فلوريدا عندما كان عمرها أربع سنوات، وكانت الذكرى الأكثر وضوحا من الرحلة لها عندما كانت تقطف البرتقال من الشجرة في فندق خليج تامبا. من هناك شرعت هي ووالديها في رحلة بحرية من تامبا إلى هافانا.
عندما كانت مارجوري في السادسة من عمرها انفصل والداها.فقد عانى والدها سلسلة من المشاريع الريادية الفاشلة وتسببت في عدم استقرار والدتها وانتقلت بشكل مفاجئ إلى منزل العائلة تيرفثن في تونتون بولاية ماساتشوستس. عاشت مارجوري هناك مع والدتها وخالتها، واجدادها الذين لم يكونوا على علاقات جيدة واستمر سوء والدها وبشكل مفزع لها. زنقلت والدتها بسبب ادمانها الشديد إلى المصحة العقلية في بروفيدانس عدة مرات.و تسببانفصال والديها ووالحياة المثيرة للجدل مع عائلة والدتها لها بالذعر الليلي. وهو الذي نشأتها ضعيفة مع جعل لها «المشككين وكمنشق» لبقية حياتها.
عندما كانت شابه، وجدت مارجوري العزاء في القراءة، وبدأت في الكتابة. وفي سن السادسة عشرة ساهمت في نشر الأطفال الأكثر شعبية من اليوم، وأيضا مجلة القديس نيكولاس الناشر الأول في القرن العشرون وإف سكوت فيتزجيرالد، وراشيل كارسون، وويليام فولكنر مع لغز بعنوان «ضعف العناوين والتقليص». وفي عام 1907، منحت جائزة من بوسطن هيرالد لقصة بعنوان «في وقت مبكر صباح التجديف»، عن الصبي الذي يشاهد شروق الشمس من زورق.ومع ذلك وبسبب تدهور الصحة العقلية لوالدتها، أخذت مارجوري على عاتقها أكثر المسؤوليات، وفي نهاية المطاف إدارة بعض الشؤون المالية للأسرة واكتسبت النضج المفروض عليها بحكم الظروف.

### دراستها وزواجها

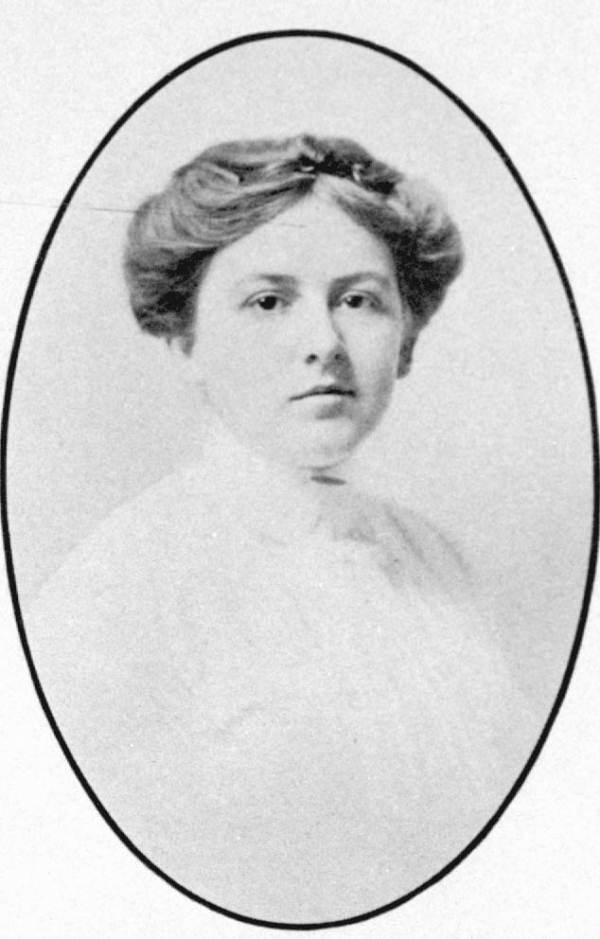
ماجوري ستونمان في سنة تخرجها من كلية وليسلي

تركت مارجوري الكلية في عام 1908، بالرغم من وجود مخاوف خطيرة حول الحالة النفسية لوالدتها. وتقاسمت خالتها وجدتها مخاوفها، لكنها أدركت أنها بحاجة إلى ترك دراستها من أجل البدء في حياتها الخاصة.و كانت مارجوري طالبة جيدة دون الحاجة إلى دراسة أكثر من اللازم. ودخلت كلية وليسلي، وتخرج منها مع درجة البكالوريوس في اللغة الإنجليزية في عام 1912. وحصدت مارجوري الجوائز في صف الخطابة وانضمت إلى نادي الانتخاب الأول مع ستة من زميلاتها. وقد انتخبت «خطيبة الصف» في وليسلي، ولكنها لم تتمكن من الوفاء منصبه لانها قد شاركت في أنشطة أخرى. وخلال سنتها الأخيرة وأثناء زيارتها للمنزل، أصيبت والدتها بتورم في صدرها. ورتبت مارجوري عملية جراحية لإزالته. وبعد حفل التخرج، أبلغت عمتها انه بدأ بالانتشار، وخلال أشهر توفت والدتها. وتركت الأسرة ترتيبات الجنازة حتى تصل مارجوري.
بعد الانجراف مع أصدقاء الكلية من خلال عدد قليل من الوظائف التي قالت انها لم تشعر أنها كانت مناسبة تماما، التقت مارجوري ستونمان بـ كينيث دوغلاس في عام 1914. وكانت معجبة جدا بأخلاقه واستغربت الاهتمام الذي أظهر لها وتزوجت منه في غضون ثلاث أشهر. وقد صور نفسه على أنه رئيس تحرير صحيفة، وكان يكبرها ب 30 عاما، ولكن الزواج فشل بسرعة عندما أصبح واضحا أنه كان مخادعاً. لم تكشف مارجوري المدى الحقيقي لنفاقه تماما، على الرغم من صدقه في بعض الأشياء الأخرى. مارجوري قد تزوجت دوغلاس دون قصد في حين انه كان متزوجا بالفعل من امرأة أخرى. في حين قضى ستة أشهر في السجن بسبب شيكا من غير رصيد وبقيت وفية له. ومع ذلك، كان مخططه هي عملية احتيال من مال والدها الغائب يعمل لصالح مارجوري عندما اجتذبت اهتمام فرانك ستونمان. وحاول عم اقناع مارجوري للانتقال إلى ميامي وعن الزواج لهذه الغاية. وفي خريف عام 1915، غادر مارجوري ستونمان دوغلاس نيو انغلاند ليلتم شملهم مع والدها، الذي لم تراه منذ انفصاله عن والدتها عندما كانت في السادسة من عمرها.

## مهنة الكتابة

### صحيفة ميامي هيرالد
وصلت دوغلاس جنوب فلوريدا حيث تم تسجيل أقل من 5000 شخص على التعداد السكاني في ميامي وانه «ليس أكثر من محطة السكك الحديدية الممجدة». كان والدها فرانك ستونمان، الناشر الأول من الصحيفة في وقت لاحق ثم أصبحت ميامي هيرالد. ستونمان عارض بحدة حاكم ولاية فلوريدا، نابليون بونابرت بروارد، ومحاولاته لاستنزاف ايفرجليدز.وغضب بروارد كثيرا عندما فاز ستونمان انتخابات لقاضي الدائرة، ورفض محافظ بروارد للتحقق من صحة الانتخابات، لذلك كان يشار لستونمان ب «القاضي» في بقية حياته دون أداء واجبات واحدة.
انضمت إلى موظفي الصحيفة في عام 1915، كاتبة في عامود المجتمع الصحفي للكتابة عن حفلات الشاي وأحداث المجتمع، ولكن الأخبار كانت بطيئية جدا واعترفت في وقت لاحق لاتخاذ بعض قصصها: «أن شخص ما يود ان يقول،» أن السيدة ت أي ان الفشل قد حصل في العامود الخاص بك؟ وأود أن أقول، «أوه، أنت تعرف، أنا لا أعتقد انها لن تكون هنا لفترة طويل جدا». وعندما ذهب والدها في إجازة أقل من عام بعد عودتها إلى ميامي، ترك لها مسؤولية الصفحة التحريرية وكانت في موضع تنافس مع محرر صحيفة ميامي متروبوليس التي قدرت أكبر صحيفة ملمه بتاريخ ميامي وأعطى قضيتها ليسخر من دوغلاس في الكتابة. وبخها والدها لها للتأكد من الحقائق.
أعطيت دوغلاس مهمة في عام 1916 لكتابة القصة عن أول امرأة انضمت إلى البحرية الاحتياطي الأمريكي في ميامي. عندما كانت المرأة لا تظهر للمقابلات، وجدت نفسها دوغلاس تريد الانضمام إلى القوات البحرية باعتبارها الفلاح (F) من الدرجة الأولى. لم يكن يناسبها وقالت انها لا تحب ارتفاع بوقت سريع ولم يقدر لها رؤسائها تصحيح قواعد اللغة الخاصة بهم ككتابة، حتى انها طلبت التفريغ وانضمت إلى الصليب الأحمر الأمريكي، حيث كانت تتمركز في باريس. وقالت إنها شهدت احتفالات صاخبة في شارع دي ريفولي عندما تم التوقيع على الهدنة، وأنها تهتم بلاجئي الحرب. وكتبت «رؤيت النازحين جعلني في حالة صدمة، ساعدني على فهم محنة اللاجئين في ميامي في ستين عاما لاحقة»
بعد الحرب، أخذ دوغلاس على الواجبات كمساعد محرر في صحيفة ميامي هيرالد. وحصلت بعض الشهرة من خلال عمودها اليومي بعنوان «مخزن»، وكان ما يكفي من النفوذ من خلال الصحيفة أنها أصبحت نوعا من المشاهير على المستوى المحلي. وقالت إنها جمعت من القراء المخلصين وحاول أن تبدأ كل عمود مع قصيدة. «ومخزن» كان موضعي وذهبت في أي اتجاه اختار دوغلاس. روجت التخطيط الحضري مسؤولة عندما رأى ميامي طفرة سكانية من 100,000 شخص في العقد. كتبت دعم بحق المرأة في الاقتراع والحقوق المدنية، وتحسين الصرف الصحي في حين يعارض حظر والتجارة الخارجية التعرفة الجمركية.
وبعض القصص التي كتبتها تحدثت عن ثروات المنطقة وكونها «تطويرات حتمية»، ززادت دخلها إلى 100 دولار في الأسبوع من كتابة الإعلانات التي أثنت على التنمية في جنوب فلوريدا، الشيء الذي إعادة النظر فيه لاحقا. وكتبت قصة رثاء في عام 1920في وفاة متشرد يبلغ من العمر 22 عاما الذي تعرض للضرب حتى الموت في معسكر عمل بعنوان «مارتن تيبيرت من ولاية داكوتا الشمالية والمشي على الأقدام إلى فلوريدا». وقد طبعت في ميامي هيرالد، وقرأت بصوت عال خلال جلسة فلوريدا التشريعية، التي أصدرت قانونا يحظر تأجير المحكوم، وجزء كبير منه بسبب كتاباتها. وكتبت في سيرتها الذاتية «أنا أعتقد أن هذا هو أهم شيء وكنت قادره من أي وقت مضى على تحقيق نتيجة ما كتبته»

### الكتابة المستقلة
بعد استقالت ماجوري من الصحيفة في عام 1923عملت ككاتبة حرة.و نشرت بين عامي 1920 و 1990، 109 مقالات خيال وقصص. وبيعت واحدة من القصص الأولى لها لمجلة الخيال اللب القناع الأسود بـ 600 دولار (أي ما يعادل 8330 دولار في عام 2015). ونشرت أربعين من قصصها في مساء السبت. وقد طبعت واحدة بعنوان «قصة امرأة عائلية» في عام 1937 في أفضل تجميع القصص القصيرة في صحيفة واشنطن بوست. ووكان المحور المتكررة في رواياتها يتمحور حول جنوب فلوريدا ومنطقة البحر الكاريبي، وأوروبا خلال الحرب العالمية الأولى. وكان جمهورها في كثير من الأحيان المستقلين والنساء الغريبات والمستضعفون الشباب الذين واجهو الظلم الاجتماعي أو الطبيعية. وكانت تخدم الناس والحيوانات من ايفرجليدز كمواضيع لبعض من أقرب كتاباتها. «اعمدة»، التي نشرت أصلا في مساء السبت بوست في عام 1930، ومن ابرزها قتل الرجل برادلي ولعبة السجان وجمعية أودوبون ومن قبل الصيادين. وقصتها «أجنحة» هي قصة غير روائية وظهرت بها لأول مرة في مشاركة في عام 1931والتي تناولت ذبح ايفرجليدز الطيور الخواضة لريشها. وحصلت قصتها «غريب كنز الملك» المركز الثاني في التصفيات النهائية واعطيت جائزة اوهنري في عام 1928.
خلال عام 1930، تم تكليف دوغلاس لكتابة كتيب لدعم حديقة نباتية تسمى «حجة لإنشاء حديقة النباتات الاستوائية في جنوب فلوريدا.» تسبب نجاحها أن تكون في الطلب في النوادي الحديقة حيث ألقت الخطب في جميع أنحاء المنطقة، ثم عملت في الإدارة على دعم حديقة فيرتشايلد. ووصفت الحديقة «واحدا من أعظم إنجازات المنطقة بأكملها».
وأصبحت دوغلاس تشارك مع مسرح ميامي، وكتبت بعض المسرحيات ذات الفصل الواحد التي كانت مألوفة في عام 1930 وكانت واحده منها تحت عنوان «بوابة المشنقة»، تتحدث حول مشادة بين الأم والأب فيما يتعلق بشخصية ابنهما الذي حكم عليه بالإعدام. وقالت إنها حصلت على الفكرة من والدها، الذي كان قد شهد الشنق عندما كان يعيش في الغرب، وكان يستدل على صوت صرير حبل تحمل وزن الجسم المشنوق. وفازت المسرحية في مسابقة الدولة وايضاً مسابقة وطنية بـ 500 دولار في حين أنها كانت مكتوبة في ثلاثة أعمال مع وليام دبليو موير، زوج مراسل هيلين موير، وكان من تأليفها ايضاً مسرحية بعنوان «تحذيرات العاصفة» وهي مبنية على أساس حياة الشقي آل كابوني. وأظهرت بعض من أتباع كابوني حتى في المسرح، «الإضافة حماس اضافي للجمهور في تلك الليلة»، رغم عدم وجود مشاكل فعلية. وكتبت دوغلاس مقدمة لدليل مشاريع العمل لإدارة لميامي وضواحيها، ونشرت في عام 1941 كجزء من «المشروع الأمريكي لسلسلة دليل الكتاب الاتحادية».
خدمت دوغلاس كمحرر مراجع لكتاب صحيفة ميامي هيرالد خلال 1942-1949، وكمحرر لصحافة جامعة ميامي من عام 1960 إلى عام 1963. وقالت إنها نشرت روايتها الأولى بعنوان الطريق إلى الشمس في عام 1952. وكتبت أربع روايات، والعديد من الكتب غير الخيالية حول الموضوعات الإقليمية بما في ذلك ولاية فلوريدا ومشاهدة الطيور وديفيد فيرتشايلد، وتحول عالم الحشرات إلى عالم الأحياء الذي تخيلتها حديقة نباتية في ميامي. وقد كتبت صوت النهر مع جون روتشيلد في عام 1987. وقالت إنها كانت تعمل على تأليف كتاب عن جورج هدسون لسنوات، وكتاب عن السفر إلى الأرجنتين وإنجلترا عدة مرات وكانت سيرتها الذاتية بعنوان مارجوري ستونمان دوغلاس. ولكنها لم تكن مكتمله عند وفاتها في عام 1998.

### ايفرجليدز: نهر من العشب
في وقت مبكر من عام 1940 اقتربت دوغلاس من قبل ناشر للمساهمة في كتابة سلسلة الأنهار الأمريكية وعن نهر ميامي. واطلقت على نهر ميامي اسم «شبر واحد طويل»، ولكن في البحث أصبح أكثر اهتماما في ايفرجليدز وأقنع الناشر بدلا من ذلك للسماح لها الكتابة عنهم.و أمضت ماجوري خمس سنوات بالبحث عما تم اكتشافه من المعرفة العلمية عن البيئة والتاريخ في ايفرجليدز وجنوب فلوريدا. وأمضت دوغلاس الوقت مع الجيولوجي جيرالد باركر، الذي اكتشف أن جميع مصادر المياه العذبة في جنوب فلوريدا كانت من المياه الجوفية التي وامتلأت بها ايفرجليدز. وأكد باركر اسم الكتاب الذي أصبح منذ ذلك الحين لقب لايفرجليدز عندما دوغلاس، حاولت للحصول على جوهر ايفرجليدز، وتسألت عما إذا كانت يمكن أن تسمية بأمان المياه العذبة التي تتدفق من بحيرة أوكيتشوبي بنهر من العشب.
نشرت نهر من العشب في عام 1947 وبيع أول إصدار مطبوع بعد شهر من الإفراج عنه وكان السطر الأول من الكتاب يقول «لا توجد ايفرجليدز أخرى في العالم»، وقد قال الأغلبية انها أشهر ما قيل عن ايفرجليدز. واستخدمها موقع حديقة ايفرجليدز الوطنية لترحيب بالزوار. وميزت دوغلاس ايفرجليدز من حيث البيئة الطبيعية المحيطة بالنهر الذي يستحق الحماية، والذي يربط الشعب وثقافات جنوب فلوريدا. وأوضحت ان زواله أصبح وشيكا في آخر فصل الذي كان بعنوان «الساعة الحادية عشرة»

## روابط خارجية
- مارجوري ستونمان دوغلاس على موقع IMDb (الإنجليزية)